# Панамські документи

Мапа країн, посадовці яких фігурують у документах

Панамські документи (англ. Panama Papers) — це витік конфіденційної інформації юридичної фірми Mossack Fonseca, яка спеціалізується на роботі з офшорами. Цей витік вперше розкрив інформацію про активи та власність політиків та інших публічних діячів.
Панамські документи складаються з 11,5 мільйонів внутрішніх документів фірми Mossack Fonseca. Джерелом витоку є анонімна особа, яка передала документи німецькій газеті «Зюддойче цайтунг» понад за рік до публічного повідомлення про витік. Після того газета поділилася інформацією з Міжнародним консорціумом журналістів-розслідувачів (International Consortium of Investigative Journalists — ICIJ). Документи опрацьовували журналісти 107 ЗМІ з 78 країн. Перші результати розслідувань були опубліковані 3 квітня 2016 року. Цього дня в Україні показали фільм «Офшори державного рівня», один із циклів якого присвячений президентові України Петру Порошенку і називається «Подвійне життя Президента».
Очікувалось, що повний список офшорних компаній та прізвища пов'язаних з ними осіб (власники, бенефіціари, директори, власники акцій, тощо) буде оприлюднено на початку травня. У середині квітня панамська поліція здійснила обшук офісів компанії Mossack Fonseca.

## Вміст
Панамські документи складаються з 11,5 мільйонів документів панамської фірми Mossack Fonseca, яку газета «Гардіан» назвала четвертою за розміром юридичною фірмою-спеціалістом з офшорів. Серед 2,6 терабайтів даних міститься інформація про 140 фірм, пов'язаних із політиками. Документи опрацьовували журналісти 80 країн. Джерард Райл, директор Міжнародного консорціуму журналістів-розслідувачів, назвав цей витік найбільшим ударом по офшорних зонах в історії.
Перші публікації пролили світло на тісні фінансові та економічні зв'язки з офшорами низки політиків та їх родичів. Зокрема, Президент Аргентини Маурісіо Макрі, відомий завдяки боротьбі з корупцією, виявився директором багамської торгової фірми. Також було виявлено конфлікт інтересів між членом комітету з етики ФІФА та колишнім віцепрезидентом організації Еженіо Фігейредо.

## Витік
Понад за рік до оприлюднення інформації, у квітні 2016 року, німецька газета «Зюддойче цайтунг» отримала з анонімного джерела документи, з якими працювала фірма Mossack Fonseca.
Слід зазначити, що фірма Mossack Fonseca мала незадовільний стан її інформаційної системи з точки зору безпеки, використовувала застарілі версії програмного забезпечення з вже відомими вразливостями: поштовий сервер Microsoft Outlook Web Access 2009, WordPress, версію якого не поновлювали понад три місяці, та Drupal версії 7.23 трирічної давнини для доступу до приватних документів. Так, наприклад, з часу появи Drupal 7.23 було випущено 25 оновлень, що усували вразливості в безпеці системи, зокрема SQL ін'єкції.

### Обробка даних
За розміром витоку панамські документи значно переважають попередні витоки, такі як витік дипломатичних документів Wikileaks (1,7 ГБ), Offshore Leaks (260 ГБ), Lux Leaks (4 ГБ) та Swiss Leaks (3,3 ГБ). Дані складаються переважно з електронних листів, файлів PDF, фото та витягів з внутрішньої бази даних Mossack Fonseca. Вони охоплюють період з 1970-х років до весни 2016 року. Панамські документи містять інформацію про 214 000 офшорних фірм. Для кожної з цих фірм було створено теку з електронними листами, контрактами та копіями документів. Загалом витік містить 4 804 618 електронних листів, 3 047 306 файлів бази даних, 2 154 264 файлів PDF, 1 117 026 зображень, 320 166 текстових файлів та 2242 файлів в інших форматах.
Журналісти отримували дані в декількох частинах. Серед отриманих даних були файли баз даних, растрові зображення, листи електронної пошти, тощо. Зустрічались файли в маловідомих або взагалі невідомих форматах.
Інженеру-програмісту Рігоберто Карважалу (англ. Rigoberto Carvajal) разом з Мігелем Фіандором (англ. Miguel Fiandor) довелось, зокрема, здійснити зворотню розробку програмного забезпечення для роботи з отриманими файлами баз даних, відновити структуру даних, обробити їх та записати до граф-орієнтованої бази даних для подальшої обробки.
Дослідники покладались на вільне програмне забезпечення для роботи з отриманими даними. Так, індексування документів було здійснене Apache Solr, загальна обробка за допомогою Apache Tika. Розпізнавання відсканованих документів було здійснене із допомогою програми Tesseract на 30-40 серверах з хмари Amazon.
Серед іншого було використано власницьке програмне забезпечення Nuix, яке також використовують професійні слідчі. Наступним етапом стало визначення зв'язків між цими особами, їх ролей, грошових потоків та законності створених ними структур.
Для полегшення пошуку та навігації в усьому масиві документів було використано програму Project Blacklight. Створений Метью Галісією (англ. Matthew Caruana Galizia) конвеєр для обробки документів було викладено у відкритий доступ.
Для візуалізації даних була використана власницька програма Linkurious. З її допомогою можна переглядати графи зв'язків між різними об'єктами. При цьому дані з реляційної моделі було переведено в мережеву модель із допомогою утиліти Talend та збережено в граф-орієнтованій СКБД Neo4j.
Для організації взаємодії журналістів створено портал на основі системи Oxwall.

## Список осіб

### В Україні
- Мохаммад Захур — британсько-український підприємець пакистанського походження, власник ISTIL Group та видання Kyiv Post. Був фігурантом розслідування українськими правоохоронцями 1998 року щодо зв'язків Павла Лазаренко і Юлії Тимошенко в компанії ЄЕСУ. Очолював слідство в Україні заступник генерального прокурора Микола Обиход. Слідство не знайшло доказів шахрайства чи підкупу з його боку в цій справі, й тому його не допитували і швидко втратили інтерес[13].
- Павло Лазаренко, колишній Прем'єр-міністр України[1].
- Петро Порошенко, Президент України — у серпні 2014 від його імені були створені компанії на Британських Віргінських Островах з метою продажу або передачі управління в «сліпий траст» компанії Roshen[14].
- Геннадій Труханов, міський голова Одеси — власник понад 20 офшорних компаній, зареєстрованих на його паспорт громадянина Росії[15].
- Павло Фукс, російський та український олігарх. Фігурує як власник компанії з Белізу Mildene Company Inc. Вона володіє ще двома компаніями — Dorchester International Inc. (Сент-Кіттс і Невіс) і Chesterfield International Limited (Кіпр). Які, в свою чергу, безпосередньо відповідно володіють ще 137 і 37 іншими компаніями з різних країн світу[16].

### Азербайджан
Як стверджується в документах, сім'я президента Азербайджану Ільхама Алієва таємно володіла офшорами, щоб контролювати нерухомість у Лондоні та інші активи. Так, в 2005 році Алієв передав право розробки шести золотих копалень в Азербайджані компанії у Великій Британії і трьом офшорам, але, насправді, як стверджує розслідування, рудники перейшли у володіння сім'ї Алієва.
За даними Mossack Fonseca, Алієв і його дружина Мехрібан 2003 року придбали фірму Rosamund International Ltd на Британських Віргінських островах. 2008 року компанії в тій же юрисдикції реєстрували і дочки Алієва — 19-річна Арзу і 23-річна Лейла. З опублікованих документів виходить, що вартість частки дочок Алієва в компанії, що володіє золотими копальнями, оцінюється в мільярди доларів. Обидві сестри і брат Гейдар мають власну нерухомість у Дубаї вартістю близько 75 млн $. Гейдар є власником дев'яти розкішних особняків у Дубаї вартістю приблизно 44 млн $.
Реакція
У відповідь на запит Бі-бі-сі пресслужба Алієва повідомила, що закони Азербайджану не забороняють дітям президента володіти комерційними структурами.

### Росія
- Дмитро Пєсков — заступник керівника адміністрації президента — прессекретар президента Росії Володимира Путіна.
- Олексій Улюкаєв — міністр економічного розвитку Росії.
- Максим Ліскутов — віцемер Москви.
- Іван Малюшин — колишній заступник керівника справами президента Росії.

### Голови держав
- Маурісіо Макрі, Президент Аргентини[1]
- Сігмюндюр Давид Гюннлейгссон, Прем'єр-міністр Ісландії[1]
- Халіфа бін Заїд аль Нахайян, Президент Об'єднаних Арабських Еміратів та емір Абу-Дабі[1]
- Салман ібн Абдул-Азіз Аль Сауд, Король Саудівської Аравії[1]

### Інші
- Бідзіна Іванішвілі, колишній Прем'єр-міністр Грузії[1]
- Аяд Аллауї, колишній в.о. Прем'єр-міністра Іраку[1]
- Алі Абу Аль-Рагеб, колишній Прем'єр-міністр Йорданії[1]
- Хамад бін Халіфа Аль Тані, колишній Емір Катару[1]
- Хамад бен Джасім бен Джабер Аль Тані, колишній Прем'єр-міністр Катару[1]
- Ахмед аль-Миргані, колишній Президент Судану[1]
- Павло Лазаренко, колишній Прем'єр-міністр України[1]
- Жером Каюзак, колишній міністр з питань бюджету Франції[1]
- Іспанська королівська сім'я: інфанта Пілар, її син Бруно Гомес-Асебо, Іньякі Урдангарін, Амаліо де Марічалар, близька подруга короля Хуана Карлоса I Корінна цу Зайн-Вітгенштайн-Зайн

## Офіційні реакції та розслідування

### Франція
Фінансова прокуратура Франції порушила справу, президент Франсуа Олланд зазначив, що тих, хто ухилявся від сплати податків, буде засуджено та покарано.

### Австралія
Австралійське податкове управління заявило про розслідування 800 індивідуальних платників податків, що були клієнтами Mossack Fonseca, що може бути визнано як ланцюг цільових фінансових злочинів.

### Норвегія
Уряд Норвегії запропонував керівникам рад директорів великих компаній поговорити про корупцію після того, як оприлюднення офшорів розширило низку звинувачень, пов'язаних із етикою деяких великих фірм, подію низка ЗМІ назвали корпоративним корупційним самітом.

### Ісландія
В Ісландії пішов у відставку прем'єр-міністр Сігмюндюр Давид Гюннлейгссон, який разом із дружиною здійснював операції з ісландськими цінними паперами через офшори.

### Україна
НАБУ заявило, що Панамські документи будуть використані з метою встановлення підстав для проведення досудового розслідування. Однак Петро Порошенко як чинний президент не є підслідною НАБУ особою і Бюро не має повноважень розпочинати щодо нього досудове розслідування. Один із критиків Порошенка, Віталій Шабунін заявив, що фіскальні служби не мають можливості розглядати діяльність чинного президента.